# سیارک ۷۸۰۴
سیارک ۷۸۰۴ (به انگلیسی: 7804 Boesgaard، نامگذاری:3083P-L) هفت هزار و هشتصد و چهارمین سیارک کشف شده‌است که در ۲۴ سپتامبر ۱۹۶۰ کشف شد.
قدر مطلق سیارک برابر ۱۳٫۵۰ است.